# Großer Briesensee (Naturschutzgebiet)
Das Naturschutzgebiet Großer Briesensee liegt auf dem Gebiet der Gemeinde Gerswalde im Landkreis Uckermark in Brandenburg.
Das Gebiet mit der Kenn-Nummer 1042 wurde mit Verordnung vom 12. September 1990 unter Naturschutz gestellt. Das rund 113,6 ha große Naturschutzgebiet mit dem Großen Briesensee erstreckt sich westlich von Briesen, einem Gemeindeteil der Gemeinde Gerswalde. Am westlichen Rand des Gebietes verläuft die Landesstraße L 100, nordöstlich erstreckt sich der Stiernsee und südwestlich der 37,8 ha große Labüskesee.

## Bedeutung
Das Gebiet wird unter Schutz gestellt zur Erhaltung und Wiederherstellung von Lebensräumen bedrohter Tier- und Pflanzenarten.